# Thomas Gilovich

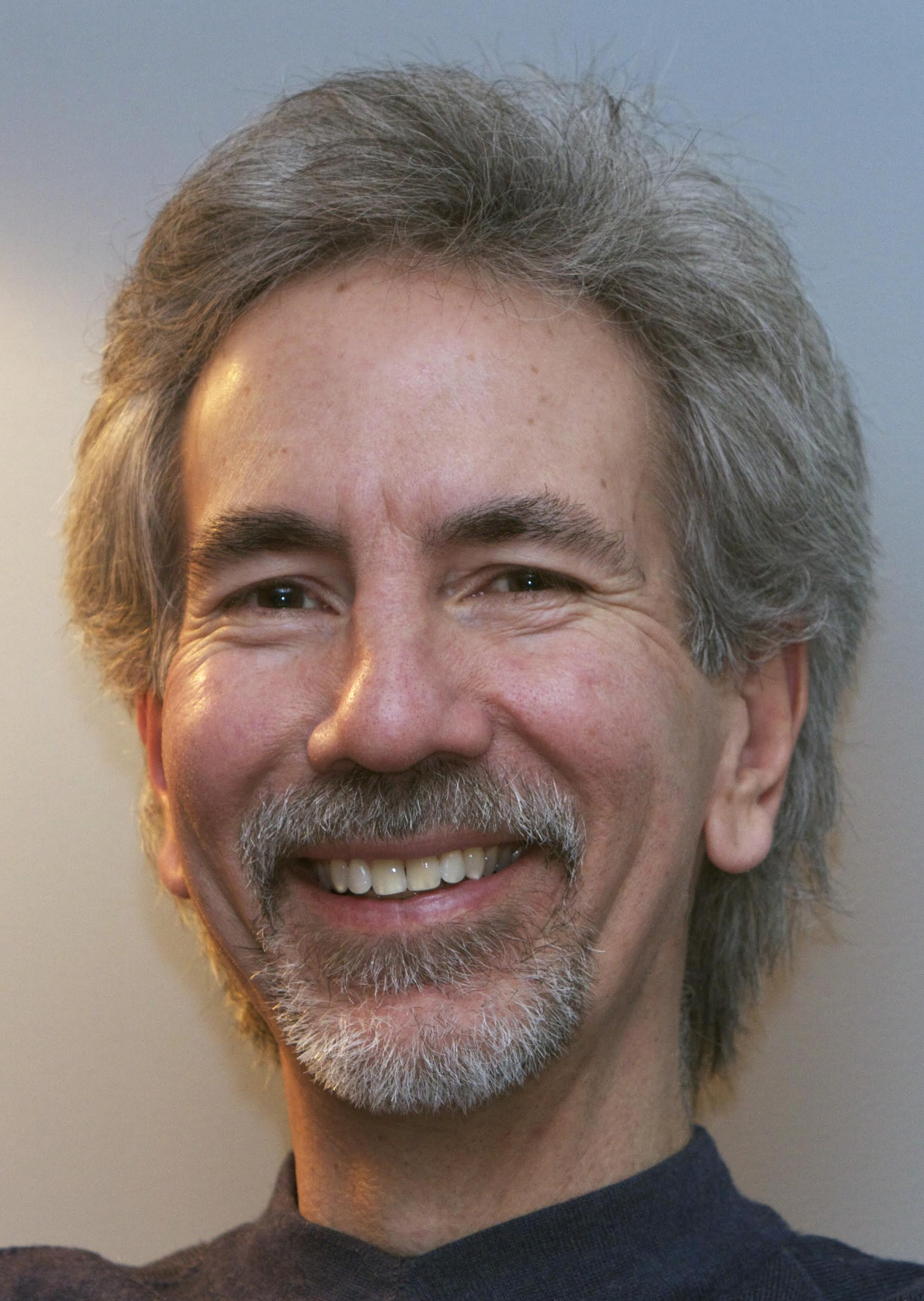
Thomas Gilovich

Thomas D. Gilovich (* 1954) ist ein US-amerikanischer Psychologe. Er ist Professor an der Cornell University.
Gilovich studierte an der University of California, Santa Barbara (B.A., 1976) und an der Stanford University (Ph.D., 1981).
2012 wurde er in die American Academy of Arts and Sciences gewählt. 2019 erhielt er den Donald T. Campbell Award.
Gilovichs Forschungsinteressen sind Beurteilung und Entscheidungsfindung im Alltag, kritisches Denken, Egozentrismus, Optimismus, Pessimismus, Befriedigung und Reue, sowie Verhaltensökonomik.

## Bücher (Auswahl)
- mit D. W. Griffin und D. Kahneman (Hrsg.): The psychology of intuitive judgment: Heuristic and biases. Cambridge University Press, 2002, ISBN 0-521-79260-6.
- mit D. Keltner und R. E. Nisbett: Social psychology. 2. Auflage. W. W. Norton, 2010, ISBN 978-0-393-93258-4.
- How we know what isn't so: The fallibility of human reason in everyday life. Free Press, 1991, ISBN 0-02-911705-4.
- mit  G. Beslky: Why smart people make big money mistakes—and how to correct them: Lessons from the new science of behavioral economics. überarbeitete Auflage. Simon and Schuster, 2010, ISBN 978-1-4391-6336-8. (deutsch: Das Lemmingprinzip: Warum auch clevere Leute im Umgang mit Geld schwere Fehler machen und wie man diese korrigiert. FinanzBuch Verlag, 2007, ISBN 978-3-89879-280-6)